# Карлота-Хоакина Бурбон-Испанска
Карлота-Хоакина-Тереса де Бурбон и Бурбон-Парма, известна и като Карлота-Жуакина (на испански: Carlota Joaquina Teresa de Borbón y Borbón-Parma; на португалски: Carlota Joaquina de Bourbon e Bourbon) е испанска инфанта и кралица на Португалия – съпруга на крал Жуау VI Португалски.

## Произход
Карлота-Хоакина е родена на 25 април 1775 г. в Аранхуес, Испания. Тя е най-възрастната дъщеря на испанския крал Карлос IV и на принцеса Мария-Луиза Бурбон-Пармска.

## Принцеса на Бразилия и Алгавре
През 1785 г. Карлота-Хоакина е омъжена за португалския инфант Жуау – втори син на португалската кралица Мария I. Бракът е уреден от лелята на Карлота-Хоакина – Мариана-Виктория, по време на гостуването ѝ в Испания през 1777 г.
През 1788 г. умира инфант Жозе Португалски – принц на Бразилия и португалски престолонаследник. Смъртта на Жозе поставя съпруга на Карлота-Хоакина начело в линията на унаследяване на португалската корона. Така Жуау е обявен за престолонаследник на Португалия и получава титлата принц на Бразилия и Алгавре. Като негова съпруга Карлота-Хоакина носи титлата принцеса на Бразилия и Алгавре от 1788 до 1816 г. През това време принцът и принцесата се сдобиват с девет деца, но бащинството на Жуау се подлага на съмнение от историците:
- Мария Тереза де Браганса (1793 – 1874), от 1810 г. съпруга на Педру;
- Франческо Антонио (1795 – 1801), 4-ти принц Бейра;
- Мария-Изабел де Браганса (1797 – 1818), от 1816 г. съпруга на чичо си Фердинанд VII;
- Педру (1798 – 1834), император на Бразилия като Педру I и крал на Португалия като Педру IV;
- Мария Франсишка ди Асиш де Браганса (1800 – 1834), от 1816 г. съпруга на Дон Карлос Старши;
- Изабел Мария де Браганса (1801 – 1876), регент на Португалия;
- Мигел I (1802 – 1866), крал на Португалия в 1828 – 1834;
- Мария да Асунсау де Браганса (1805 – 1834), умира неомъжена;
- Ана ди Жезуш Мария де Браганса (1806 – 1857), от 1827 съпруга 1-ви херцог Лоле.

Съпругът на Карлота е добродушен, ленив, дебел и грозен почти колкото нея, а голямата му набожност я отегчава. Тъй като всичките деца на Жуау и Карлота-Хоакина са красиви, бързо се появяват слухове, че биологичният им баща не е Жуау. След раждането на деветото им дете, Жуау и Карлота-Хоакина започват да живеят отделно – той в двореца Мафра, а по-късно и в двореца Бемпоща, а тя в двореца Келуш.
През 1807 г. цялото португалско кралско семейство се евакуира в Бразилия, тъй като Португалия е окупирана от войските на Наполеон Бонапарт. В Бразилия Карлота-Хоакина се опитва да сложи ръка върху испанските колониални владения в Латинска Америка. Тъй като баща ѝ и брат ѝ по това време са пленници на Наполеон във Франция, кралица Карлота-Хоакина се обявява за наследница на техните владения в Америка. Плановете ѝ са да изпрати войски, за да окупират Буенос Айрес и Северна Аржентина и след това да се провъзгласи за кралица на Ла Плата. Португало-бразилските войски обаче успяват да окупират единствено източния бряг на река Кисплатина, който остава в границите на империята до 1828, когато става част от Република Уругвай.

## Португалска кралица
Официално Жуау VI се възкачва на португалския престол през 1816 г. След 14 години в изгнание португалското кралско семейство се завръща в Португалия през 1821 г. Карлота-Хоакина заварва кралството доста променено – френско присъствие в Португалия е разпрострнило либералните идеи на Френската революция сред голяма част от обществото; през 1820 в Опорто избухва либрално въстание, а през 1821 Португалия се сдобива и с първата си Конституция. Карлота-Хоакина реагира остро на промените в страната и застава начело на реакционната борба за връщането на стария абсолютистки режим отпреди 1807 г. За разлика от нея съпругът ѝ отказва да наруши обещанието си и да суспендира конституцията на страната. Тогава Карлота-Хоакина се съюзява с втория си син – дон Мигел, който споделя консервативните възгледи на майка си. През 1824 г. Карлота-Хоакина и Мигел извършват преврат и поставят краля под домашен арест в двореца, където кралицата се опитва да принуди съпруга си да абдикира в полза на дон Мигел. Плановете на майка и син не успяват поради своевременната намеса на британците, с чиято помощ Жуау VI си връща властта и принуждава сина си да напусне страната. Карлота-Хоакина също изпада в немилост и за кратко пребивава в чужбина, но скоро след това се завръща обратно в Португалия.
През 1822 г. най-възрастният син на Карлота-Хоакина Дон Педро се провъзгласява за независим император на Бразилия, което баща му отказва да признае до 1825. На следващата година престарелият Жуау VI умира. Карлота-Хоакина отказва да присъства на смъртното ложе на съпруга си под предлога, че е болна, и разпространява слуха, че съпругът ѝ е отровен от франкмасоните.

## Следващи години
След смъртта на Жуау VI императорът на Бразилия се оказва и нов крал на Португалия. Дон Педро обаче абдикира в полза на дъщеря си Мария II, която сгодява за по-малкия си брат Дон Мигел. Междувременно властта в Португалия се оказва в ръцете на инфанта Исабела-Мария, която Жуау VI посочва приживе за регент на кралството, пренебрегвайки по този начин съпругата си. Две години по-късно новата португалска кралица акостира в Гибралтар, за да намери португалското регентство свалено от чичо си Мигел, който се е провъзгласил и за крал на Португалия.
По време на тъй желаното от нея управление на Мигел, Карлота Хоакина се намира в Португалия. По това време тя възстановява ролята си в политиката и вижда с очите си отмяната на всички либерални привилегии от сина ѝ.
Карлота-Хоакина умира в двореца Келуш на 7 януари 1830 г. Вероятна причина за смъртта ѝ е самоубийство.